# Али Аднан Казим
Али Аднан Казим (на арабски: علي عدنان) е иракски футболист, защитник. От 2015 г. играе за италианския Удинезе. Али Аднан често е сравняван с Гарет Бейл и Роберто Карлош поради честите си включвания в атакуващ план. Има 44 мача за националния отбор на Ирак.

## Кариера
Али Аднан завършва футболното училище Аммо Баба. През 2010 г. дебютира в професионалния футбол в тима на ФК Багдад. Записва 30 мача и вкарва 6 гола. През 2013 г. интерес към него има от Ал-Итихад. Казим обаче не успява да получи виза за пребиваване в Саудитска Арабия и трансферът пропада. Впоследствие защитникът преминава в турския Ризеспор. На 1 септември 2013 г. Аднан вкарва първия си гол в турското първенство в мач с Кайзериспор. С добрите си изяви Аднан привлича интереса на Галатасарай, които на няколко пъти се опитват да привлекат играча в своя тим. Италианският Наполи предлага 7 милиона евро за Казим, но тя е отказана от ръководството на Ризеспор.
През 2015 г. подписва с италианския Удинезе, ставайки първият иракчанин в италианското Калчо. На 23 август 2015 г. вкарва първия си гол в Серия А – от пряк свободен удар срещу Дженоа. През първия си сезон в Италия изиграва 28 мача, а Удинезе завършва на разочароващото 17-о място.

## Национален отбор
За националния отбор на Ирак дебютира на 3 декември 2012 г., когато е на 18 години. През 2013 г. е част от младежкия национален отбор и играе на световното първенство до 20 години. Ирак заема 4-то място, а Аднан е избран в идеалния тим на турнира. Първия си гол за мъжкия тим защитникът отбелязва в квалификация за Купата на Азия срещу Китай. През 2015 г. тиммът заема 4-то място в Купата на Азия. През 2016 г. Казим е част от тима на Ирак на Олимпиадата в Рио де Жанейро, но там отборът отпада още в груповата фаза.
Има 44 мача и 3 гола за националния отбор.

## Успехи
- Най-добър млад футболист в Азия – 2013
- В идеалния тим на световното първенство за младежи до 20 г. – 2013
- В топ 20 най-добри млади таланти в Европа – 2014[5]